# Jacques Touchard
Pour les articles homonymes, voir Touchard.
Jacques Touchard (1885 – 1968) est un mathématicien français, connu pour ses travaux en combinatoire.

## Travaux
En 1953, il démontra que tout nombre parfait impair est de la forme 12k + 1 ou 36k + 9. Il a introduit les polynômes de Touchard, qui interviennent en combinatoire et en théorie des probabilités. Il est aussi connu pour avoir résolu le problème des ménages.

### Identité de Touchard
Les nombres de Catalan
{\displaystyle C_{k}={1 \over {k+1}}{{2k} \choose {k}},\quad k\geq 0}
sont reliés par l'identité algébrique suivante, attribuée à Touchard :
{\displaystyle \forall n\in \mathbb {N} ,\quad C_{n+1}=\sum _{k\,\leq \,n/2}2^{n-2k}{n \choose 2k}C_{k}} .
En utilisant la fonction génératrice de Catalan
{\displaystyle C(t)=\sum _{n\geq 0}C_{n}t^{n}={{1-{\sqrt {1-4t}}} \over {2t}}} ,
on peut démontrer par manipulations algébriques de séries génératrices que l'identité de Touchard est équivalente à l'équation fonctionnelle satisfaite par C :
{\displaystyle {t \over {1-2t}}C\left({t^{2} \over (1-2t)^{2}}\right)=C(t)-1} .